# Shadlog Bernicke
Shadlog Armait Bernicke est un homme politique nauruan.

## Biographie
Entré au Parlement de Nauru comme député de la circonscription de Buada aux élections législatives de 2007, il entre pour la première fois au gouvernement lorsque le président Sprent Dabwido le fait ministre des Télécommunications en novembre 2011, et lui confère également la responsabilité ministérielle du Nauru Phosphate Royalties Trust (fonds souverain issu de l'exploitation du phosphate de l'île) et de la Nauru Utilities Corporation, entreprise publique de l'eau et de l'électricité. En juin 2012, toutefois, le président Dabwido limoge tous ses ministres, et nomme un nouveau Cabinet, composé de députés de l'Opposition. Il explique avoir agi parce que son gouvernement ne soutenait pas les réformes constitutionnelles qu'il proposait en vue d'une plus grande stabilité des institutions : un nombre impair de députés pour éviter tout blocage du Parlement ; un président de Parlement politiquement neutre, choisi en dehors de l'assemblée ; un code de conduite pour les députés ; une commission d'ombudsman ; et un département d'audit renforcé,,.
Début 2013, le président Dabwido remanie une nouvelle fois en profondeur son gouvernement, en raison d'un désaccord autour du rétablissement d'un centre de détention australien sur l'île, et Shadlog Bernicke y est réintégré, cette fois comme ministre de la Santé,. S'ensuivent des élections législatives en juin, qui amènent un nouveau gouvernement, présidé par Baron Waqa. Celui-ci rétablit Shadlog Bernicke dans ses fonctions initiales de ministre des Télécommunications, chargé également du fonds souverain, de l'eau et de l'électricité. Le gouvernement Waqa, entaché de dérives autoritaires et d'atteintes à l'État de droit, est maintenu à l'identique après les élections législatives de juillet 2016,.
Lionel Aingimea est élu président de la république en août 2019 à la suite des élections législatives. Il nomme un gouvernement dans lequel il attribue tous les postes autres que les siens à des députés dont c'est le premier mandat législatif. Shadlog Bernicke n'est donc pas reconduit dans ses fonctions ministérielles,. Après la destitution du gouvernement Kun par une motion de censure au Parlement, Shadlog Bernicke devient membre le 30 octobre 2023 du gouvernement nommé par le nouveau président David Adeang. Il est nommé ministre de la RONPHOS, l'entreprise publique d'exploitation du phosphate, la principale ressource du pays, et chargé une nouvelle fois de la gestion du fonds souverain issu de cette exploitation. Dans le même temps, il est également nommé ministre des Médias, ministre des Technologies de l'information et de la communication, et se voir attribuer la responsabilité ministérielle des deux entreprises fournissant les services Internet du pays : la Cenpac Corporation et la Nauru Fibre Cable Corporation,.